# 道森陨石坑
道森陨石坑（Dawson）是位于月球背面南极附近的一座撞击坑，约形成于早雨海世，其名称取自出生于美国堪萨斯城的阿根廷天文学家伯恩哈德·道森（1890年-1960年），1970年被国际天文学联合会批准接受。

## 描述

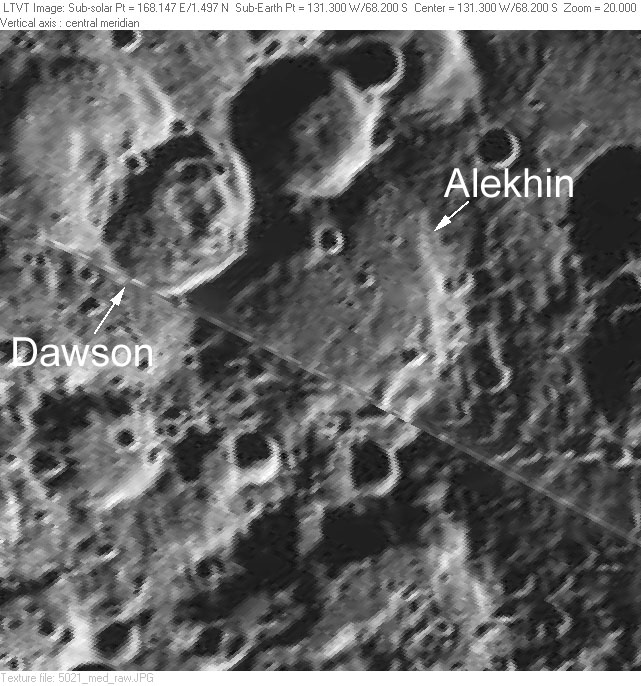
月球轨道器5号拍摄的图像

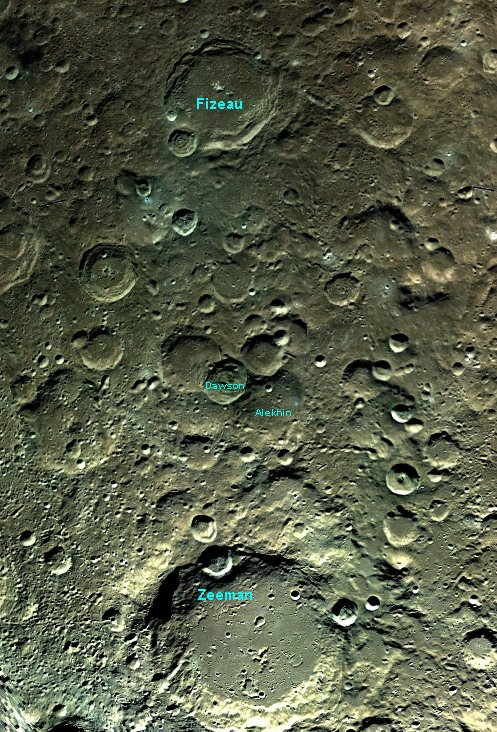
道森陨石坑的位置

该陨坑位东侧靠近克罗姆林环形山、西北毗邻艾克曼环形山，东南切入进阿廖欣环形山的西北壁、较小的张钰哲陨石坑位于它的西南偏南，而它的北、南二面则分别坐落了更大的斐索环形山和巨大的环壁平原-塞曼环形山。
该陨坑中心月面坐标为66°59′S 135°03′W / 66.99°S 135.05°W，直径44.32公里，深度约2.262公里。
道森陨石坑是古老月表层上一座相对年轻的撞击坑，环四周密布着众多已严重磨损的古陨坑，它的东南和西北侧壁分别重叠在阿廖欣环形山和更大的卫星坑“道森 V”之上，东北与大小相同的“道森 D”相连接，其外观轮廓接近圆形，但与相邻陨坑重叠部分则略为扭曲，坑壁受侵蚀程度较轻，仅西北和南侧坑沿上覆盖了数座细小的撞击坑，大部分壁沿仍峻峭侧立，沿部分内壁可见到一些细微的阶地状结构。该陨坑坑壁最大高出周边地形1070米，内部容积约1514.34公里3。坑内地表崎岖凹凸，分布有一些与内壁平行的褶皱地形。

## 卫星陨石坑
按惯例，最靠近道森陨石坑的卫星坑将在月图上以字母标注在它的中心点旁边。

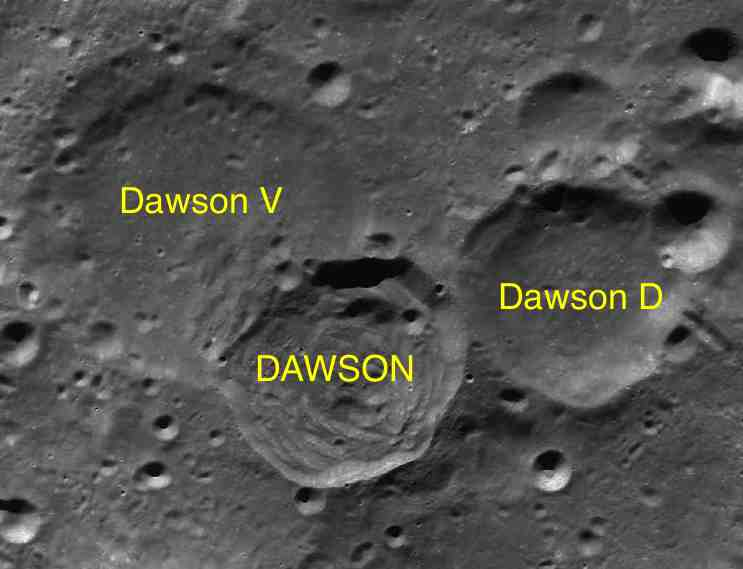
LAC-142 区域图

| 道森 | 纬度     | 经度      | 直径      |
| ---- | -------- | --------- | --------- |
| D    | 66.31° S | 132.19° W | 39.21公里 |
| V    | 66.30° S | 137.73° W | 59.57公里 |

## 另请参阅
- Andersson, L. E.; Whitaker, E. A. . NASA RP-1097. 1982.
- Blue, Jennifer. . USGS. July 25, 2007  [2007-08-05]. （原始内容存档于2012-04-12）.
- Bussey, B.; Spudis, P. . New York: Cambridge University Press. 2004. ISBN 978-0-521-81528-4.
- Cocks, Elijah E.; Cocks, Josiah C. . Tudor Publishers. 1995. ISBN 978-0-936389-27-1.
- McDowell, Jonathan. . Jonathan's Space Report. July 15, 2007  [2007-10-24]. （原始内容存档于2012-02-08）.
- Menzel, D. H.; Minnaert, M.; Levin, B.; Dollfus, A.; Bell, B. . Space Science Reviews. 1971, 12 (2): 136–186. Bibcode:1971SSRv...12..136M. doi:10.1007/BF00171763.
- Moore, Patrick. . Sterling Publishing Co. 2001. ISBN 978-0-304-35469-6.
- Price, Fred W. . Cambridge University Press. 1988. ISBN 978-0-521-33500-3.
- Rükl, Antonín. . Kalmbach Books. 1990. ISBN 978-0-913135-17-4.
- Webb, Rev. T. W.  6th revised. Dover. 1962. ISBN 978-0-486-20917-3.
- Whitaker, Ewen A. . Cambridge University Press. 1999. ISBN 978-0-521-62248-6.
- Wlasuk, Peter T. . Springer. 2000. ISBN 978-1-85233-193-1.